# Дом, в котором родился Армин Мюллер-Шталь
Дом, в котором родился Армин Мюллер-Шталь — архитектурный памятник, находящийся в Советске  (до 1946 года — Тильзит). Здание является объектом культурного наследия. Признаётся одной из главных архитектурных достопримечательностей города Советска, одним из самых красивых исторических зданий Калининградской области. Здание получило известность благодаря тому, что в нём родился знаменитый немецкий актёр Армин Мюллер-Шталь.

## Описание
Представляет собой высокий четырёхэтажный дом со щипцами на фронтоне, башенкой, множеством разнообразных декоративных украшений на фасаде и выдающимся угловым эркером. Обладает весьма богатым декоративно-художественным убранством.

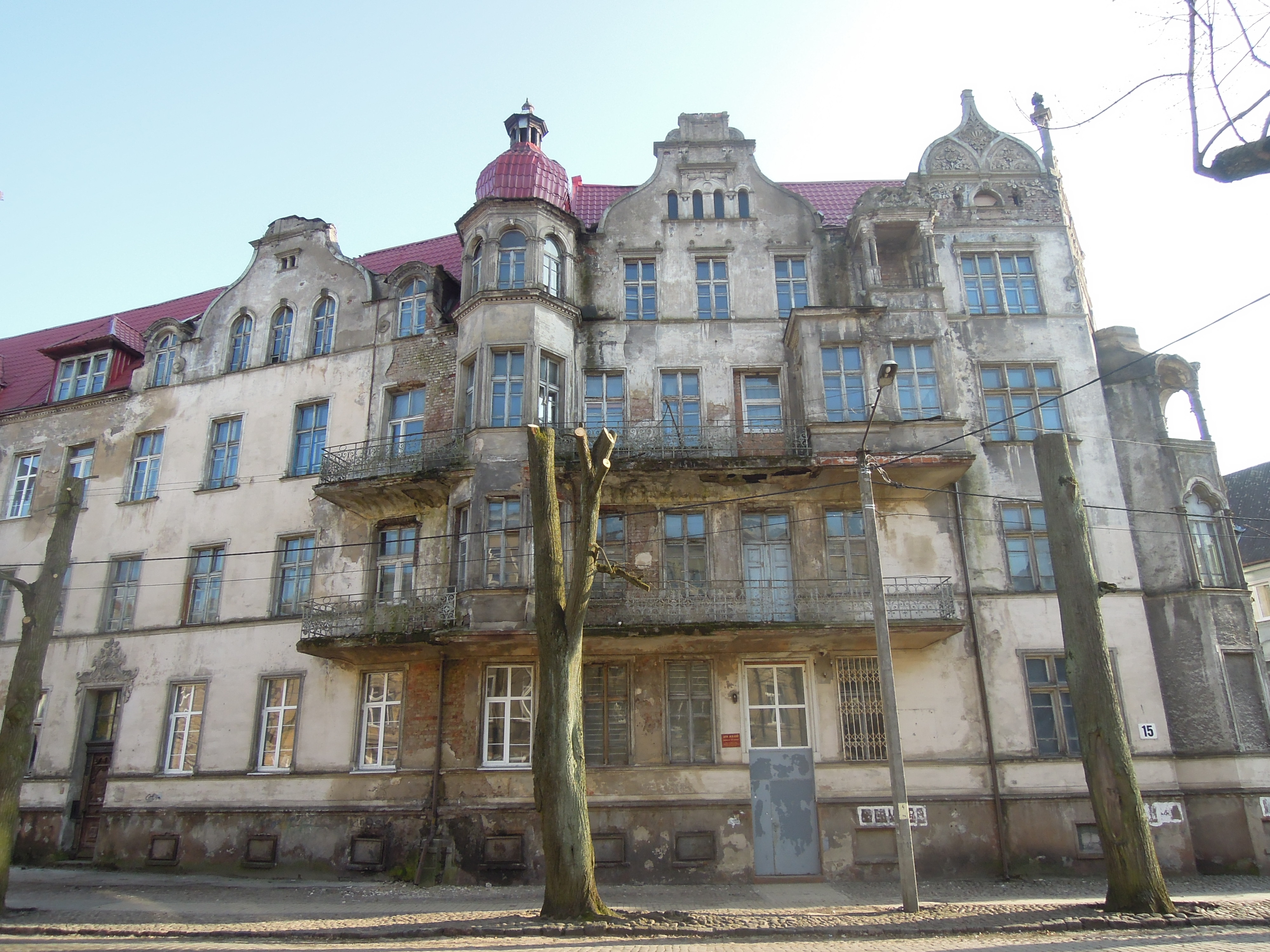
Дом Мюллер-Шталя под угрозой разрушения

В этом доме, 17 декабря 1930 года, в семье банковского служащего, родился Армин Мюллер-Шталь. Учился в находящейся неподалеку Меервишской школе.
В 1945 году семья Мюллер-Шталей, спасаясь от войны, уехала в Берлин.
После войны в здании размещалось общежитие Калининградского областного колледжа культуры и искусств. После закрытия в 2010 году колледжа живописное здание пустует, ветшает и разрушается.